# Eugenia pronyensis
Eugenia pronyensis là một loài thực vật có hoa trong Họ Đào kim nương. Loài này được Guillaumin mô tả khoa học đầu tiên năm 1922.